# Hossein Vahid Khorasani
Il Grande Ayatollah Hossein Vahid Khorasani (Nishapur, 1º gennaio 1921) è un giurista e marja' sciita duodecimano.

## Biografia
Nel 1960 si trasferì nella città santa di Najaf ove studiò sotto il grande Ayatollah Abolqasim al-Khu'i. Tornò in Iran nel 1972.
Insegna giurisprudenza coranica (fiqh) e principi di giurisprudenza (usul al-fiqh) nella città santa di Qom.

## Vita privata
È suocero dell'Ayatollah Sadiq Larijani.